# Pterocelastrus echinatus
Pterocelastrus echinatus är en benvedsväxtart som beskrevs av N. E. Brown. Pterocelastrus echinatus ingår i släktet Pterocelastrus och familjen Celastraceae. Inga underarter finns listade.

## Bildgalleri

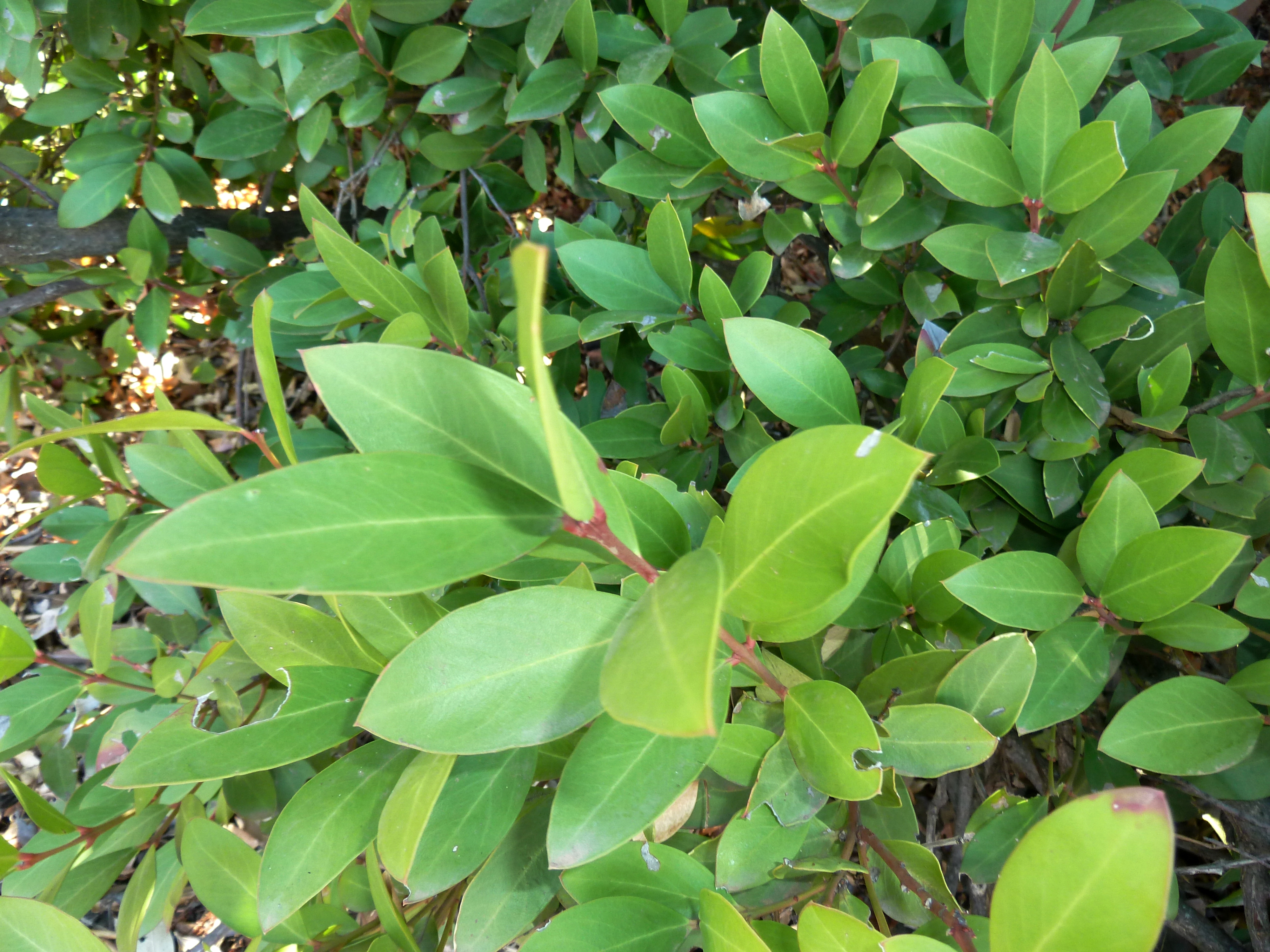
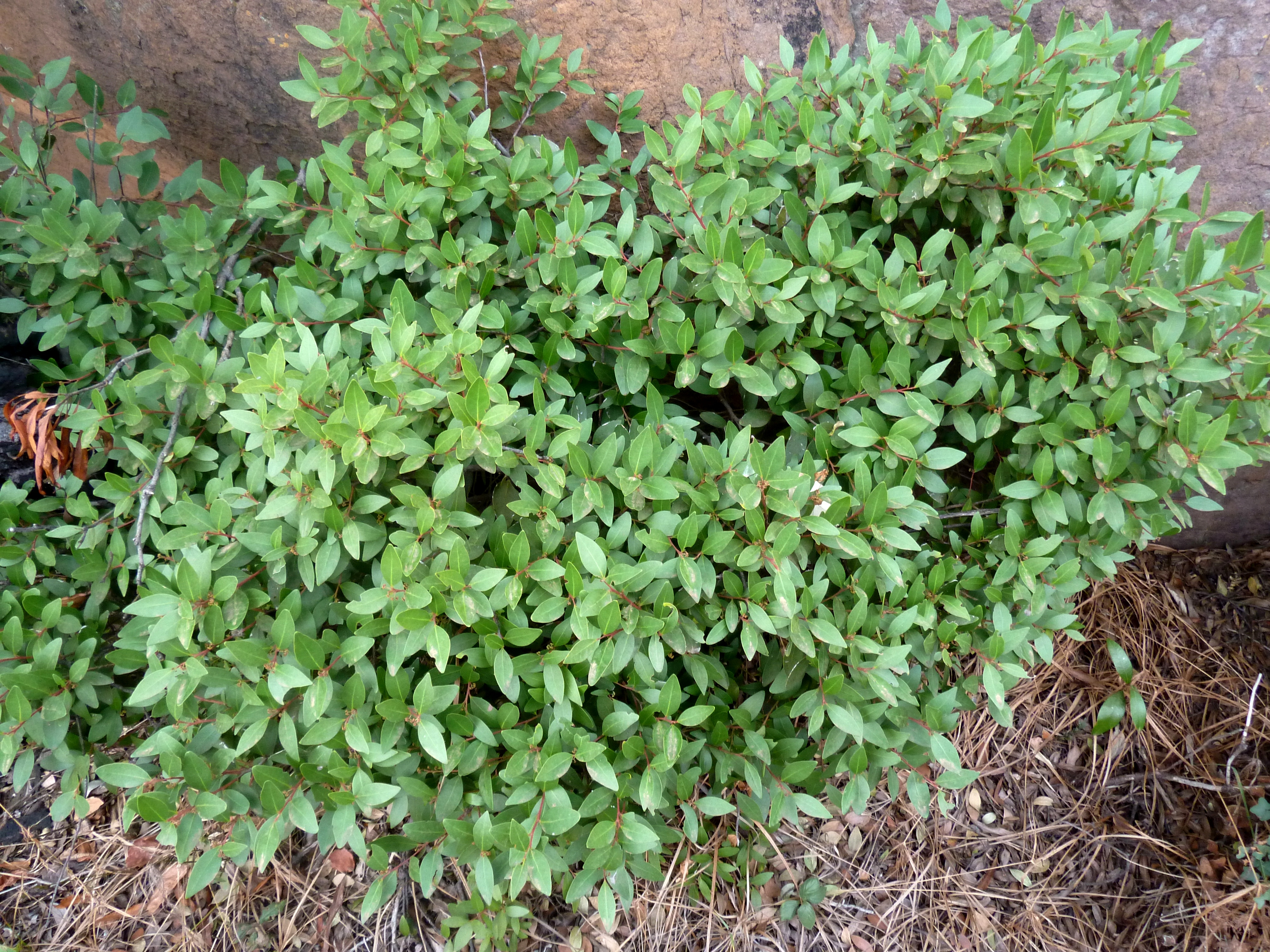
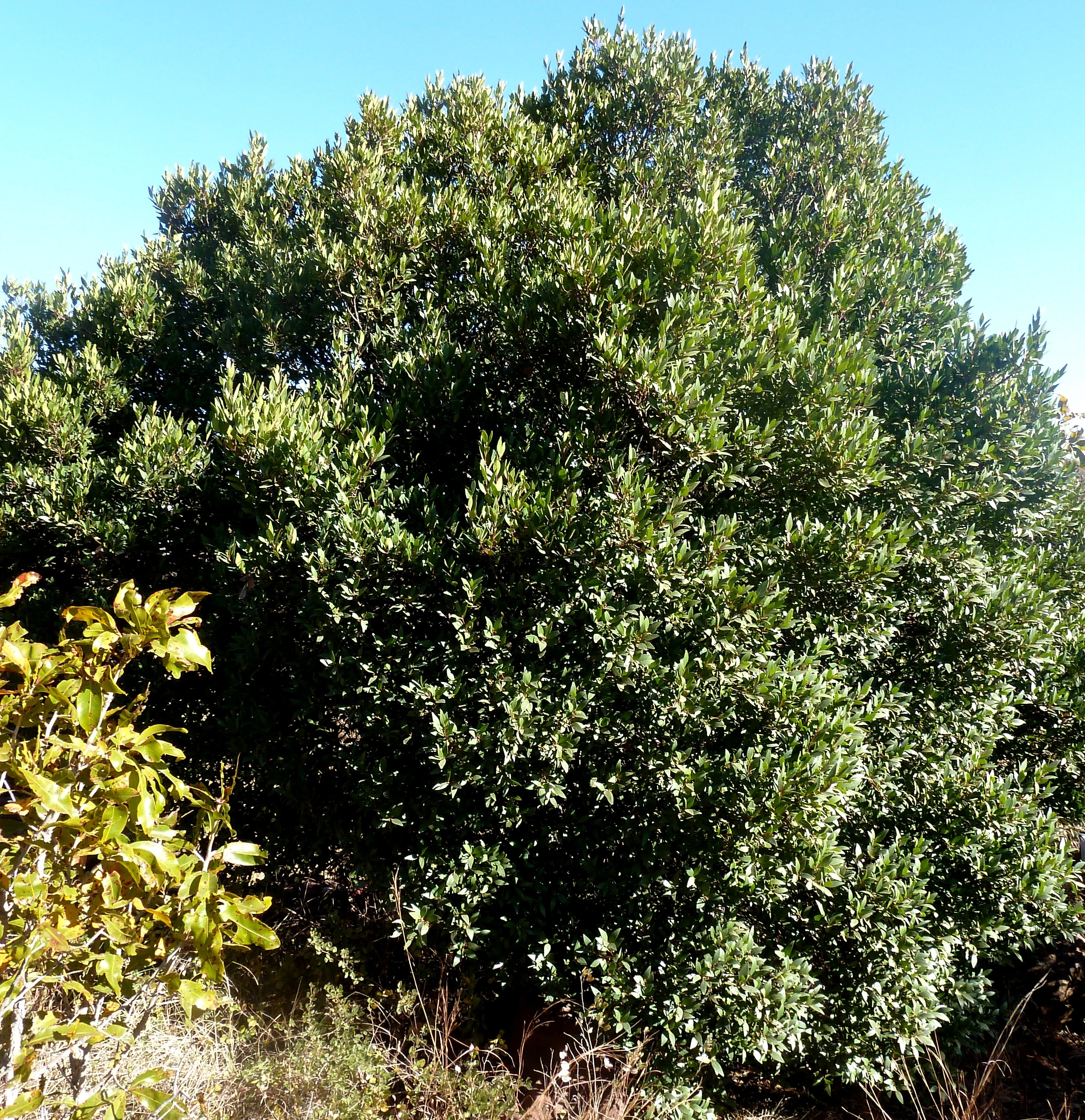
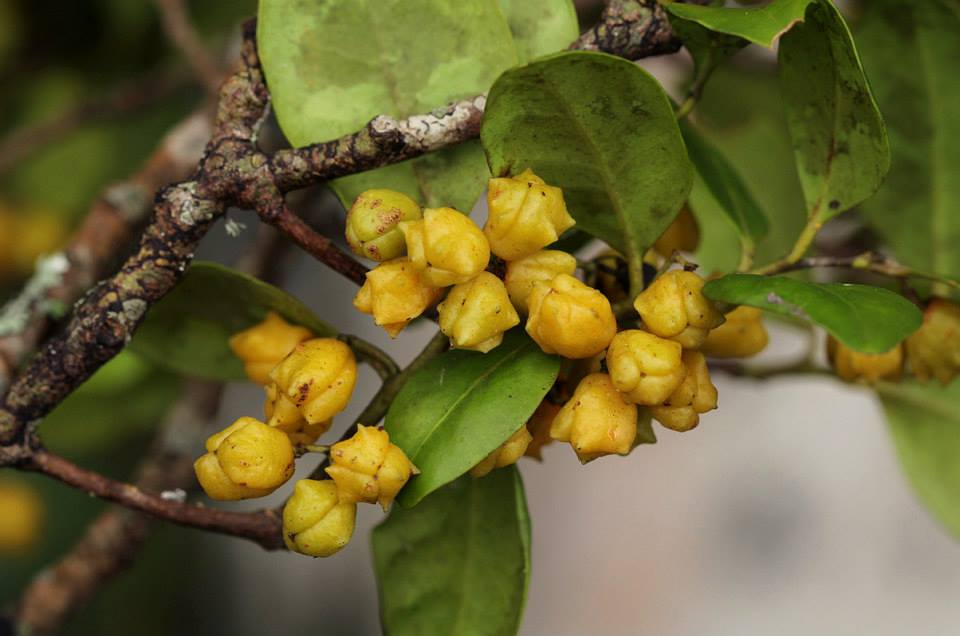
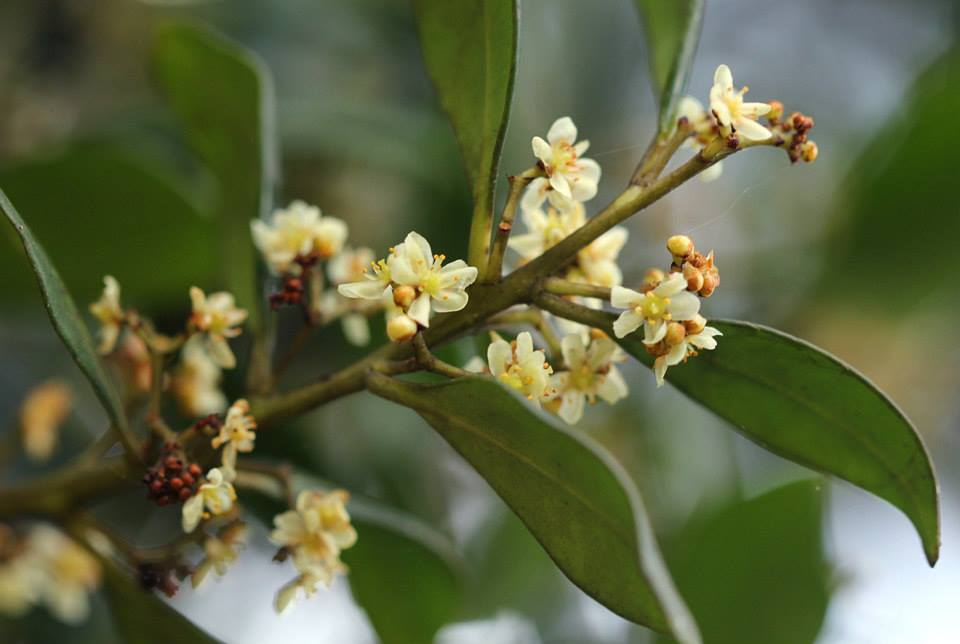
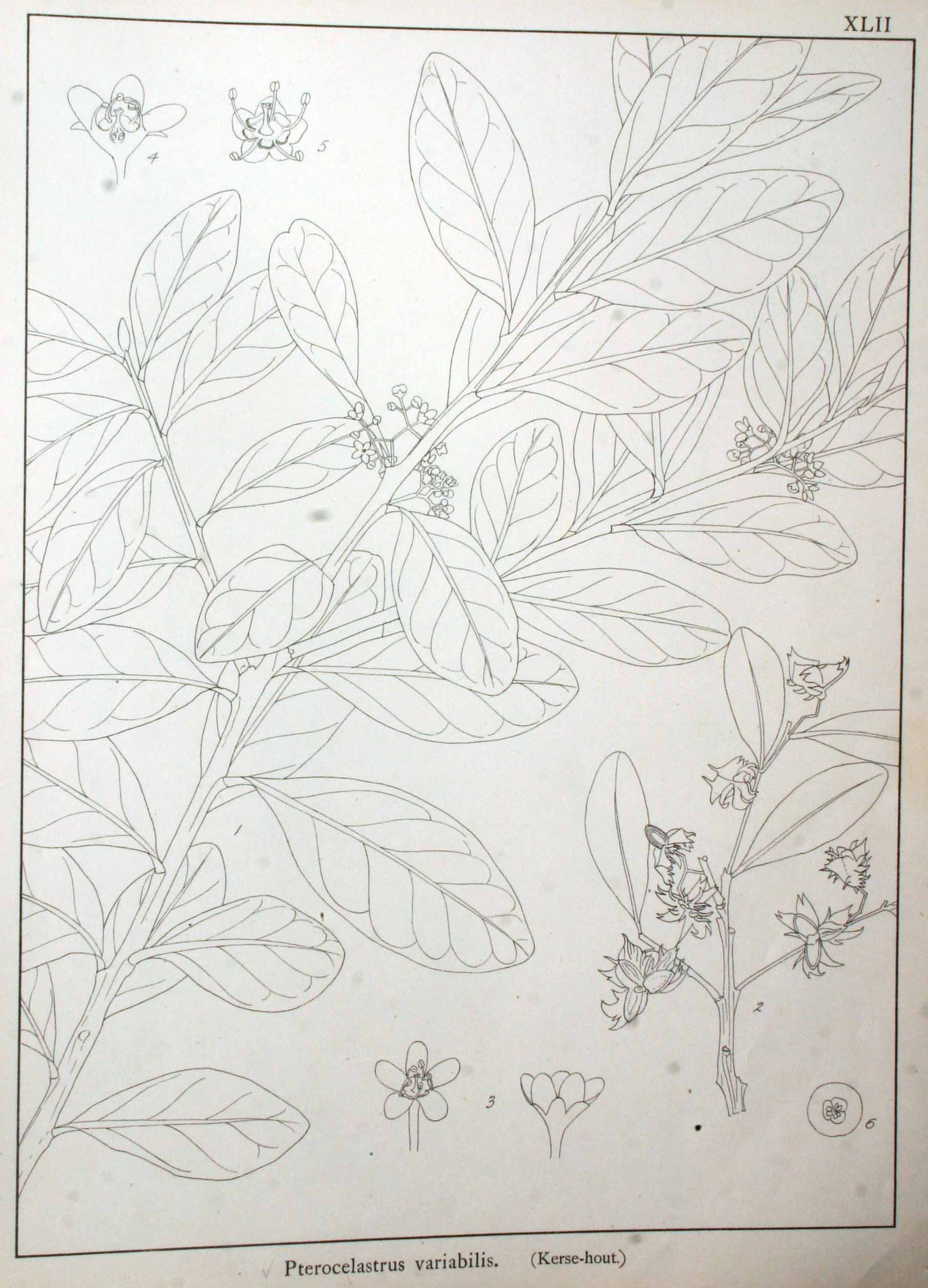